# Hannie Dankbaarpassage
De Hannie Dankbaarpassage is een straatje in de Bellamybuurt in Amsterdam-West.

## Ligging en geschiedenis
De deels overdekte straat is gelegen tussen de Bilderdijkkade en de Ten Katestraat. Ze kruist ongeveer halverwege de Tollensstraat. Het gebied rondom de Tollensstraat staat vanaf circa 1901 vol met gebouwen die samen de Remise Tollensstraat vormden. Er waren kantoren, stallingsruimte, werkplaatsen, dienstwoningen etc. Sinds 1932 was het uitsluitend een tramwerkplaats en in 1996 verhuisde deze naar een nieuwe werkplaats in Diemen. Tot 2005 werd een deel van het complex gebruikt voor de stalling van museumtrams. 
Vanaf 2005 werd het complex herontwikkeld tot De Hallen, die in 2014 werd opgeleverd. De straat kreeg in die periode haar naam.

## Naamgever
De straat is vernoemd naar Henriëtte Christine Jacqueline (Hannie) Dankbaar (Amsterdam, 3 februari 1952 – aldaar 29 mei 2007). Volgens het infobord dat aan een gebouw is bevestigd, was ze stadspoliticus voor de Pacifistisch Socialistische Partij en vanaf 1990 voor Groen Links. Ze werd in 1990 de eerste stadsdeelvoorzitter van Amsterdam Oud-West, ze was tevens de eerste stadsdeelvoorzitter uit die partij. Ze woonde het grootste deel van haar leven in Oud-West. In 2002 verliet ze die politieke functie. Ze had geen ambities voor een hogere politieke functie. Ze werd begraven op De Nieuwe Ooster.

## Gebouwen
De huisnummers aan de passage lopen op van 1 tot en met 47, als zijn er vanaf nummer 25 alleen oneven nummers. Alle huisnummers hebben betrekking op ruimten binnen het voormalige remisecomplex aan beide zijden van de Tollensstraat en dateren dus uit de jaren nul van de 20e eeuw.
Op nummer 12 zit bioscoop Filmhallen.

## Kunst
Ter hoogte van Hannie Dankbaarpassage 33 is in 2015 een plaquette ter herinnering aan oorlogsslachtoffers, in leven werkzaam voor de stadsreiniging (gevestigd aan Bilderdijkkade). Vanaf dat jaar vinden er op 4 mei dodenherdenkingen plaats. In 2014 werden al twee muurschilderingen van Moos Cohen aan de gevels bevestigd onder de titel De schoone stad aan het IJ.

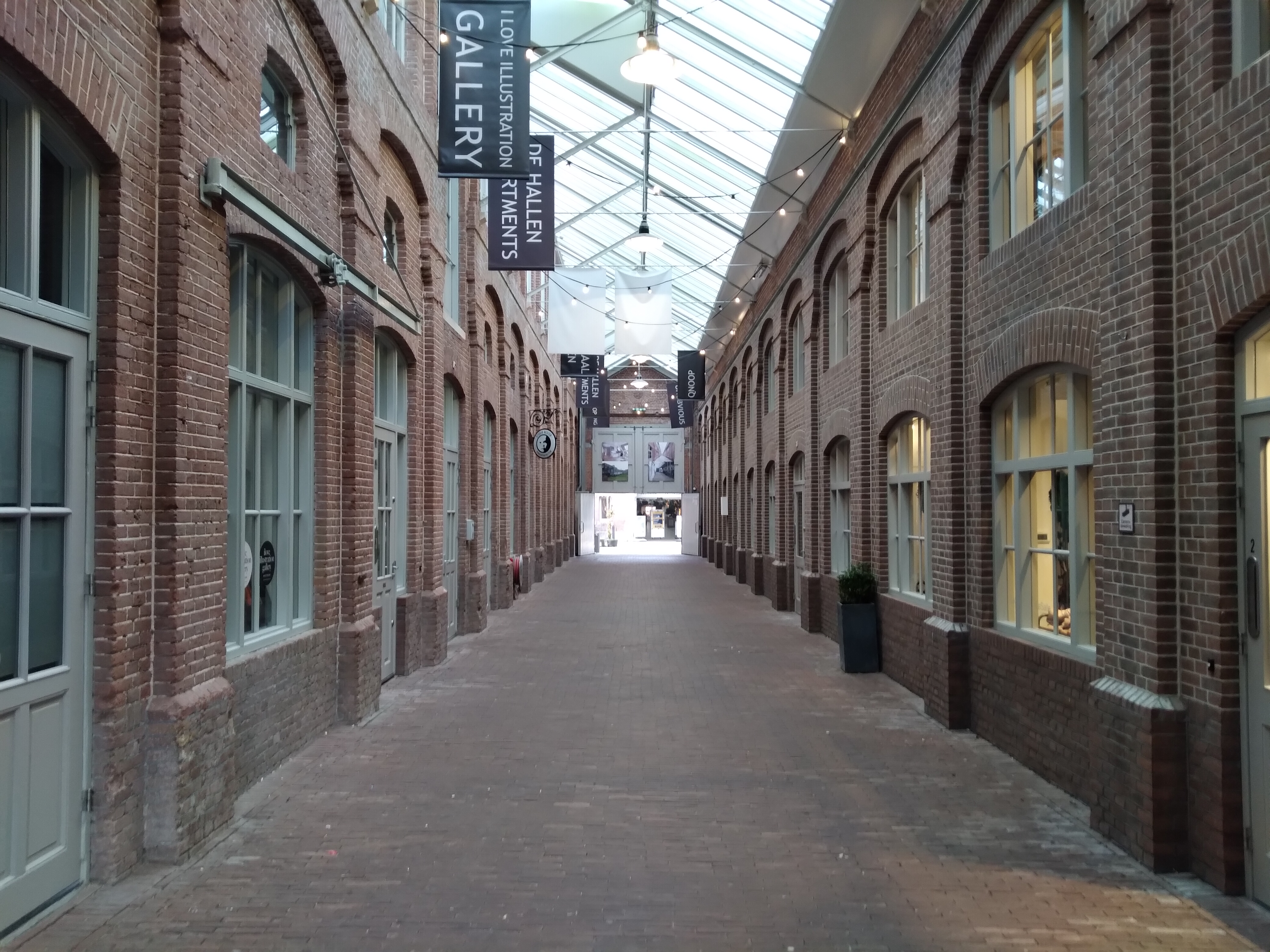
Oostelijk deel van de passage (december 2021)

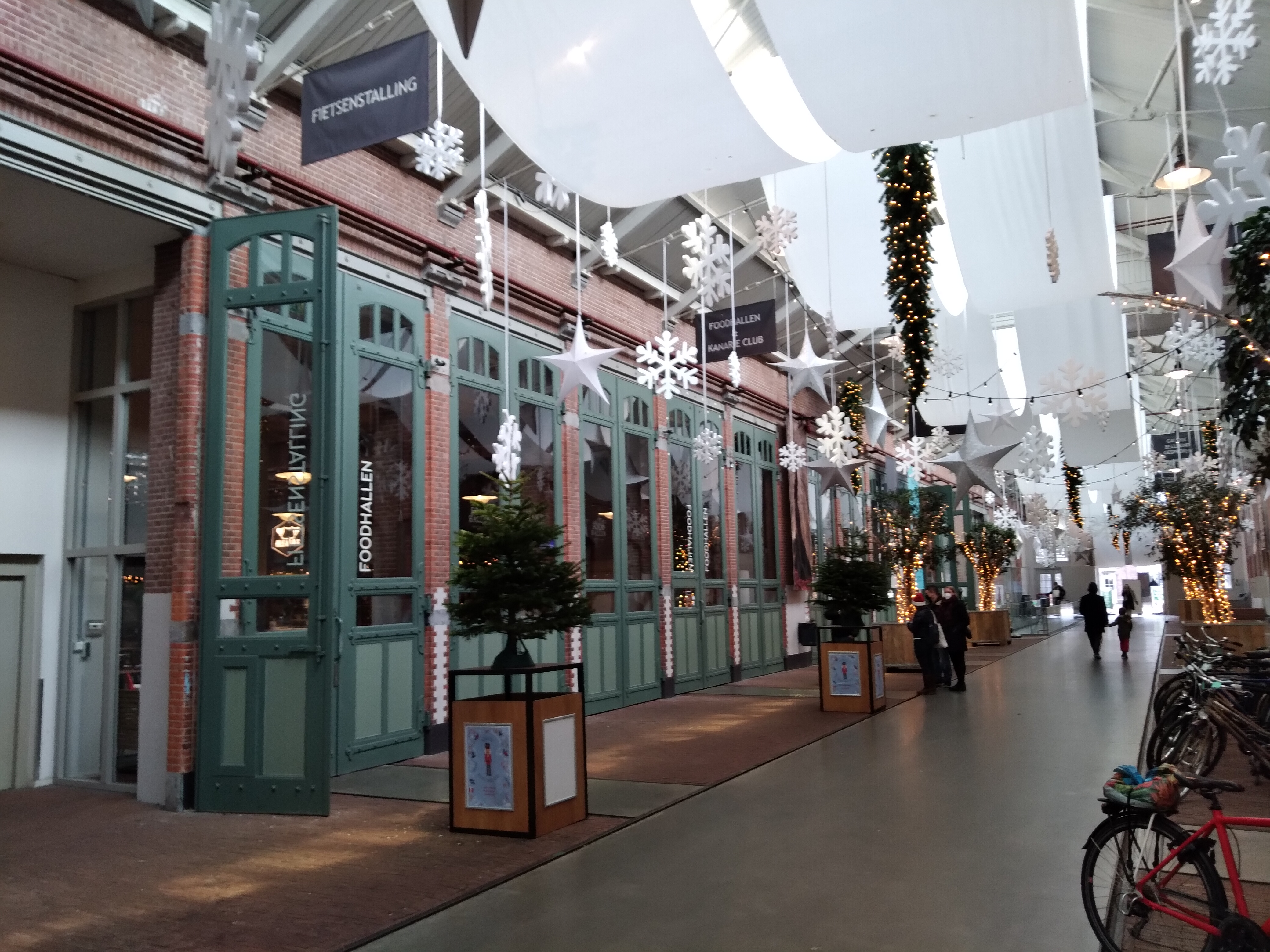
Westelijk deel van de passage (december 2021)